# 267

## Decese
- dată necunoscută: Odenatus  (n. ?)